# Thomas Holley Chivers
Thomas Holley Chivers (18 de outubro de 1809 - 18 de dezembro de 1858) foi um médico americano que se tornou poeta no estado da Geórgia. Ele é mais conhecido por sua amizade com Edgar Allan Poe e por sua controversa defesa do poeta após sua morte.
Nascido em uma rica família da Geórgia, Chivers se interessou por poesia desde tenra idade. Depois que ele e sua primeira esposa se separaram, ele recebeu um diploma de médico da Universidade da Transilvânia, mas concentrou sua energia na publicação e não na medicina. Além de enviar poemas para várias revistas e jornais, Chivers publicou vários volumes de poesia, incluindo The Pleiad Perdida em 1845, além de peças de teatro. Edgar Allan Poe mostrou interesse por ele e incentivou seu trabalho. Chivers passou os últimos anos de sua vida defendendo a reputação de Poe, que havia morrido em 1849, embora também pensasse que Poe havia sido fortemente influenciado por sua própria poesia. Chivers morreu na Geórgia em 1858.
Como teórico literário, Chivers acreditava na inspiração divina. Ele incentivou o desenvolvimento de um estilo americano distinto de literatura e promoveu especialmente jovens escritores. Seus poemas eram conhecidos por conotações religiosas, com ênfase na morte e reuniões com entes queridos perdidos na vida após a morte. Embora ele tenha construído uma reputação branda em seus dias, ele logo foi esquecido após sua morte.

## Vida e trabalho
Chivers nasceu em 18 de outubro de 1809, em Digby Manor, a plantação de seu pai perto de Washington, na Geórgia. Aos sete anos, ele foi apresentado à poesia quando leu "The Rose", de William Cowper. Em 1827, Chivers se casou com sua prima de 16 anos, Frances Elizabeth Chivers. Os dois logo se separaram devido à suposta intromissão de Frances Chivers Albert, esposa do tio do poeta, antes do nascimento de sua filha em 1828. Também foi sugerido que a separação foi causada por abuso, embora esses rumores tenham se originado do mesmo tio. Após esse incidente, Chivers se comparou a Lord Byron, cuja esposa também o havia deixado. Chivers passou a se formar em medicina em 1830 pela Universidade da Transilvânia, em Kentucky. Sua tese foi intitulada "Febres intermitentes e remitentes".
Chivers vagou pelo oeste e norte dos Estados Unidos, publicando poesia em vários lugares antes de retornar à Geórgia. Em 1832, Chivers publicou The Path of Sorrow, uma coleção de poesia baseada nos eventos de seu primeiro casamento problemático. Dois anos depois, ele publicou Conrad and Eudora; or, The Death of Alonzo, o primeiro relato ficcional do caso de assassinato real de 1825, apelidado de "Tragédia do Kentucky". O trabalho foi renomeado para Leoni, The Orphan of Venice. Em 21 de novembro de 1834, Chivers casou-se com Harriet Hunt, de Springfield, Massachusetts, e o casal teve quatro filhos, embora todos tenham morrido jovens. Chivers e sua primeira esposa nunca se divorciaram legalmente—um desses processos foi julgado em tribunal em 1835—mas a lei da Geórgia invalidou o casamento após a ausência de um cônjuge de cinco anos ou mais. Embora Chivers tenha contribuído com vários jornais e revistas, sua poesia foi recusada para publicação pelo Southern Literary Messenger em março de 1835, o que sugeria que ele voltasse à medicina e à "lanceta e caixa de comprimidos".  Embora os poemas não foram impressos, o comentário não assinado neles foi apresentado em um editorial, referindo-se versos apresentados por "T. H. C., M. D." The Lost Pleiad foi auto-publicado em Nova York em 1845 para o sucesso inicial, embora as vendas declinaram rapidamente . Em 1837, Chivers publicou Nacoochee; or, the Beautiful Star, With Other Poems. O volume foi dedicado à sua mãe, que morreu um ano depois.

### Parentesco com Edgar Allan Poe

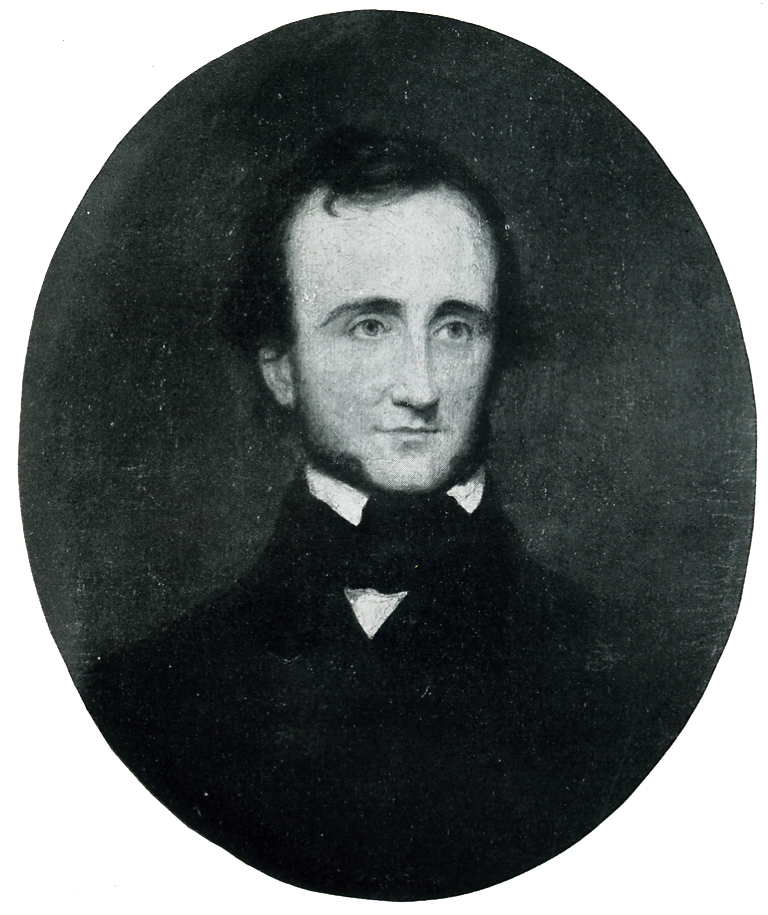
Edgar Allan Poe

Chivers é mais conhecido por sua associação com Edgar Allan Poe e, de fato, é através dessa relação que Chivers e seu trabalho foram redescobertos no século XX. A primeira interação entre os dois foi em 1840, embora não se encontrassem até 1845 em Nova York. Os dois se tornaram amigos e Chivers estava disposto a dar apoio financeiro vitalício a Poe se ele se mudasse para o sul. Chivers apreciou a capacidade de Poe e escreveu que George Rex Graham estava seriamente mal pagando por seu trabalho na Graham's Magazine. "Ele deveria lhe dar dez mil dólares por ano... Vale a pena... [Graham] é muito grato a você. Não é opinião minha que você já tenha sido ou será sempre pago por seus trabalhos intelectuais. Você nunca precisa esperar isso até criar sua própria revista", escreveu ele, referindo-se aos planos de Poe para começar a The Stylus. Mesmo assim, Chivers estava preocupado com a reputação de Poe como um crítico literário severo, alertando-o sobre "quando ele machuca pessoas". Poe, de fato, esperava que Chivers emprestasse sua riqueza como financiador do The Stylus e possivelmente servisse como co-editor em seus estágios iniciais de planejamento. Chivers considerou a proposta de Poe, mas não foi capaz de aceitar por causa da morte de sua filha de três anos pouco mais de uma semana depois.
Poe havia escrito sobre Chivers na segunda parte de sua série "Autography", publicada na Graham's Magazine em dezembro de 1841. Poe disse: 
Suas produções afetam a pessoa como um sonho selvagem — estranho, incongruente, cheio de imagens de mais do que uma monstruosidade de arabescos e trechos de uma doce canção insustentável. Até o seu pior absurdo (e parte disso é horrível) tem um encanto indefinido de sentimentos e melodia. Nunca podemos ter certeza de que há algum significado em suas palavras, — nem em muitos de nossos melhores ares musicais — mas o efeito é muito semelhante em ambos. Suas figuras de linguagem são metáforas enlouquecidas, e sua gramática geralmente não é nenhuma. No entanto, existem tão boas passagens individuais nos poemas do Dr. Chivers, quanto nas de qualquer poeta.
 Os dois haviam se correspondido por cartas, mas finalmente se encontraram em junho ou julho de 1845. Chivers visitou Poe quando Poe estava doente e acamado e quando a esposa de Poe, Virginia, estava em um período especialmente difícil de sua luta contra a tuberculose. Chivers lembrou mais tarde que a voz de Poe era "como os tons suaves de uma harpa eólia quando a música que dorme nas cordas é despertada pelas brisas do Éden carregadas de especiarias doces das montanhas do Senhor".
Em setembro de 1845, no entanto, Chivers estava ensinando Poe sobre os perigos do álcool. Proibicionista, ele disse que Poe estava desperdiçando seus talentos dados por Deus se entregando à bebida:

"Por que um homem a quem Deus, por natureza, dotou de habilidades tão transcendentes, se degradou no verdadeiro autômato a ponto de ser movido apenas pelo vapor venenoso do fogo do inferno?"
Enquanto a esposa de Poe, Virginia, estava doente, Chivers teve que carregá-lo para casa depois de uma noite de bebidas.
Além disso, como atestado em um panfleto de 1848 intitulado Search After Truth, Chivers discordou de Poe em relação à estética. Este pequeno livreto apresenta uma série de diálogos entre o Vidente [Chivers] e o Político [Poe]. Para Chivers, um poeta deve ser um visionário Shelleyan ou Swedenborgiano, com a intenção de capturar reinos místicos de experiência na linguagem. Para Poe, o poeta é apenas um especialista em palavras superior. O vidente sábio finalmente leva Politan à verdade.

### Após a morte de Poe
Após a morte de Poe, Chivers acusou Poe de plagiar "The Raven" e "Ulalume" de seu próprio trabalho, embora outros críticos tenham sugerido que Eonchs of Ruby de Chivers eram uma "reafirmação medíocre" dos poemas de Poe. O primeiro poema da coleção, "The Vigil of Aiden", foi uma homenagem a Poe, usando nomes como "Lenore" e o refrão "forever more!" Em 30 de julho de 1854, Chivers publicou um ensaio chamado "Origin of Poe's Raven" sob o pseudônimo de Fiat Justitia, alegando que ele inspirou Poe a usar o octômetro trocaico e a palavra "nevermore" em "The Raven". Chivers também sugeriu no Georgia Citizen que Poe aprendeu a escrever poesia com ele. Como escreveu o estudioso literário Randy Nelson:

"Qualquer um que tenha lido Poe e Thomas Holley Chivers pode ver que um deles 'influenciou' o outro, mas apenas quem tirou o que de quem não está claro".
Mesmo assim, Chivers continuou elogiando e admirando Poe (apesar de cuidadoso em apontar a dívida literária de Poe para ele) e foi um dos primeiros a apresentar uma imagem do "verdadeiro Poe" em face dos contínuos ataques à reputação de Poe pelos Reverendo Rufus Wilmot Griswold, executor literário do poeta. Essa correção tomou a forma de um livro de memórias agora intitulado Chivers' Life of Poe, que não foi publicado até 1952. Chivers disse a respeito de Griswold:

"Não é apenas incompetente para editar qualquer uma das obras [de Poe], mas totalmente inconsciente dos deveres que ele e todo homem que se propõe como executor literário deve aos mortos".
Chivers continuou a defender a reputação de Poe até o fim de sua vida.

### Anos finais e morte
De 1845 a 1850, Chivers estava morando com sua esposa na Geórgia e depois passou os próximos cinco anos no norte. Sua coleção de poesia Eonchs of Ruby, A Gift of Love foi publicada em 1851 com um subtítulo destinado a capitalizar a tendência dos livros de presentes. Chivers explicou o título: "A palavra Eonch é a mesma que Concha Marina—Shell of the Sea. Eonch é usado... apenas por seu eufônio". Em toda a coleção, Chivers experimenta os efeitos sonoros das palavras, em vez de seu significado literal. Atlanta: or the True Blessed Island of Poesy: A Paul Epic in Three Lustra foi publicado pela primeira vez em três edições no Georgia Citizen, a partir de janeiro de 1853. Mais tarde naquele ano, Memoralia; ou, Memoralia; or, Philas of Amber Full of the Tears of Love foi impresso na Filadélfia, Pensilvânia e geralmente recebido desfavoravelmente. Logo depois, o mesmo editor publicou a Virginalia; or, Songs of My Summer Nights, uma coleção composta de poemas que geralmente tinham menos de 200 linhas cada, cerca da metade dos quais já haviam sido publicados em revistas.
Em 1855, Chivers e sua esposa voltaram para a Geórgia e ele previu que a questão da escravidão em breve forçaria seu estado de origem a se afastar dos Estados Unidos. Um próprio proprietário de escravos, Chivers não acreditava que os escravos deviam ser abusados, embora ele ainda defendesse a instituição contra os abolicionistas. Atormentado por uma doença súbita, Chivers escreveu seu testamento antes de morrer em 18 de dezembro de 1858, em Decatur, na Geórgia. Suas últimas palavras foram: "Tudo está em perfeita paz comigo". Seu último trabalho publicado, um drama intitulado The Sons of Usna, havia sido publicado no início daquele ano. Na época de sua morte, Chivers havia preparado vários manuscritos de sua teoria literária com a intenção de publicá-los em vários volumes de livros e como parte de uma série de palestras. Em seu testamento, ele deixou um dólar para sua primeira esposa e sua filha. Ele está enterrado no Cemitério de Decatur.

## Teoria poética e reputação literária
Em sua poesia, Chivers fez uso de lendas e temas da cultura nativa americana, particularmente os cherokees, embora muitas vezes com conotação cristã. Ele também foi fortemente influenciado pelo trabalho de François-René de Chateaubriand e Emanuel Swedenborg. Muitos dos poemas de Chivers incluíam temas de morte e tristeza, geralmente usando imagens de mortalhas, caixões, anjos e reuniões com amores perdidos na vida após a morte. As convenções religiosas da época tornaram popular a discussão sobre a morte, como refletido na poesia. Por causa de sua formação como médico, Chivers foi capaz de representar graficamente os últimos momentos antes da morte de alguém.
Chivers acreditava em uma estreita ligação entre a poesia e Deus e que a verdadeira poesia só poderia ser escrita através da inspiração divina. Ele escreveu uma vez:

"Os poetas são os apóstolos do pensamento divino, vestidos com uma autoridade do Altíssimo, para realizar milagres nas mentes dos homens".
Ele também escreveu:

"A poesia é o poder dado por Deus ao homem de manifestar... as relações sábias que subsistem entre ele e Deus", e é "aquele rio de cristal da alma que percorre todas as avenidas da vida, e depois de purificar as afeições do coração, esvazia-se no mar de Deus".
Em Nacoochee, o prefácio declara: "A poesia é o rio de cristal da alma que percorre todas as avenidas da vida e, depois de purificar as afeições do coração, se esvazia no mar de Deus". Em sua introdução a Atlanta, escrita em 1842, mas não publicada até 1853, Chivers faz uma longa discussão de sua teoria poética, pré-datando muitas idéias que Poe sugeriria em "The Poetic Principle" (1850). Chivers, por exemplo, sugere que os poemas devem ser curtos para serem bem-sucedidos:

"Nenhum poema de tamanho considerável... pode agradar a qualquer pessoa instruída por qualquer período de tempo".
Ele também experimentou versos em branco já em 1832 e sua coleção de 1853, Virginalia, incluía principalmente poemas usando versos em branco.
Pelo menos por um tempo, ele considerou Elizabeth Barrett Browning a melhor poeta inglesa contemporânea. Como muitos de seu tempo, Chivers pediu o desenvolvimento de uma literatura americana distinta e incentivou especialmente jovens escritores. Poe chamou a coleção de poesia de 1845 de The Lost Pleiad de "a expressão honesta e fervorosa de um coração primorosamente sensível". No geral, ele chamou Chivers de "um dos melhores e um dos piores poetas da América". William Gilmore Simms também elogiou condicionalmente a poesia de Chivers: "Ele possui um ardor poético suficientemente fervoroso e um domínio da linguagem singularmente marcado. Mas ele deveria ter sido pego jovem, bem-mordido e submetido ao treinamento mais severo... Como artista, o Dr. Chivers ainda está em sua acuidade". Simms também comentou que seus trabalhos eram muito sombrios e melancólicos. Chivers fazia parte de um grupo de poetas criticados pela "intensidade do epíteto" na paródia de versos de Bayard Taylor, The Echo Club and Other Literary Diversions (1876).
Embora Chivers tenha construído uma reputação branda durante sua vida, contando Algernon Charles Swinburne entre seus admiradores, sua fama desapareceu rapidamente após sua morte. Outros escritores que reconheceram sua influência incluem Dante Gabriel Rossetti e William Michael Rossetti. Outros, no entanto, foram mais críticos. Um revisor anônimo, possivelmente Evert Augustus Duyckinck, brincou que Chivers era uma fórmula e sugeriu que a fórmula incluísse 30% de Percy Bysshe Shelley, 20% de Poe, 20% de "idiotice leve", 10% de "idiotice branda", 10% de "mania de delírio" e 10% "doçura e originalidade". O estudioso literário S. Foster Damon escreveu que Chivers teria uma reputação mais forte se ele nascesse no norte e "os círculos literários de lá certamente o podariam e o preservariam... Mas o tempo e o espaço estavam contra ele".

## Lista de obras

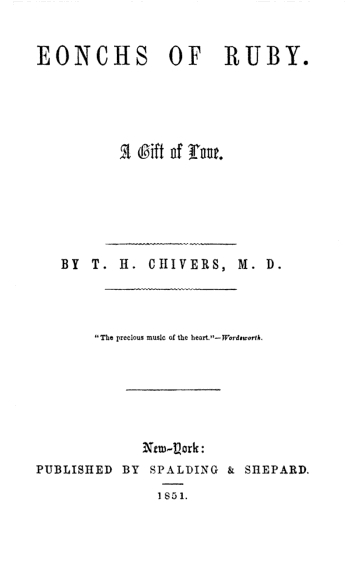
Eonchs of Ruby (1851)

- The Path of Sorrow; or, the Lament of Youth (1832)
- Conrad and Eudora; or, the Death of Alonzo (1834)
- Nacoochee; or, the Beautiful Star With Other Poems (1837)
- The Lost Pleiad, and Other Poems (1845)
- Search After Truth; or, A New Revelation of the Psycho-Physiological Nature of Man. (1848)
- Eonchs of Ruby: a Gift of Love (1851)
- The Death of the Devil, A Serio-Ludicro, Tragico-Comico, Nigero-Whiteman Extravaganza (1852)
- Atlanta; or, the True Blessed Island of Poesy, a Paul Epic (1853)
- Memoralia; or, Phials of Amber Full of the Tears of Love (1853)
- Virginalia; or, Songs of My Summer Nights (1853)
- The Sons of Usna: a Tragic Apotheosis in Five Acts (1858)